# TIAA Henderson Real Estate
TIAA Henderson Real Estate, även kallat TH Real Estate, är en multinationell fastighetsinvesterare som bland annat äger köpcentrum och volym-handelsplatser.
Bolaget skapades som ett samriskföretag mellan Teachers Insurance and Annuity Association-College Retirement Equities Fund (TIAA-CREF) och Henderson Global Investors, med TIAA-CREF som majoritetsägare med 60 procent. I april 2015 köpte TIAA-CREF ut Henderson och blev ensam ägare.
Företaget tog över ägandet av köpcentrumet Nova Lund tredje kvartalet 2015. Företaget ägde fram till 2014 Shopping Park Kållered.

## Källhänvisnigar
1. ↑  TIAA-CREF, Henderson complete merger of real estate businesses, Investment & Pensions Europe, 2 april 2014
2. ↑  TIAA-CREF Acquires Full Ownership of TIAA Henderson Real Estate, TIAA-CREF, 28 april 2015